# Miasto Sombor
Miasto Sombor (serb. Grad Sombor / Град Сомбор) – jednostka administracyjna w Serbii, w Wojwodinie, w okręgu zachodniobackim. W 2018 roku liczyła 79 437 mieszkańców.